# مقار الكبير
الأنبا مقار الكبير أو الأنبا مقاره أو مقاريوس الكبير أو مكاريوس المصري  المعروف أيضاً بـأبو مقار (300-391)، كان قديس مصري مسيحي عاش في القرن الرابع الميلادي.

## حياته
ولد القديس مقاريوس في الوجه البحري. تقليد أواخر يضع مسقط رأسه في قرية شبشير (شنشور)، في محافظة المنوفية، مصر حوالي 300 م في مرحلة ما قبل سعيه لتحقيق الزهد، جعلت مكاريوس رزقه تهريب نترات في محيط نيتريا، مهنة التي علمته كيفية البقاء على قيد الحياة والسفر عبر النفايات في تلك المنطقة.
يشتهر القديس مقاريوس بحكمته. اعتاد أصدقاؤه وأقاربه المقربون على تسميته بيداريون جيرون (باليونانية: Παιδάριον Γέρων والتي عندما تتفاقم كما فيديوغيرون  أدى إلى (بالقبطية: Ⲡⲓⲇⲁⲣ Ⲓⲟⲩⲅⲉⲣⲟⲛ)، بيدار يوجيرون) وتعني «الشاب الكبير»، أي «الشاب صاحب حكمة الكبار».
بناءً على رغبة والديه، تزوج مقاريوس، لكنه سرعان ما ترمّل. بعد فترة وجيزة، توفي والديه أيضًا. قام مقاريوس بعد ذلك بتوزيع كل ماله على الفقراء والمحتاجين. وجد معلمًا في شيخ متمرس عاش في الصحراء بالقرب من القرية. فقبل الشيخ الشاب، وأرشده في العلم الروحي لليقظة والصوم والصلاة، وعلمه حياكة السلال.
وبعد فترة، اتهمته امرأة حامل بتدنيسها. لم يحاول مقاريوس الدفاع عن نفسه ووافق على الاتهام بصمت. ومع ذلك، عندما اقتربت ولادة المرأة، أصبح مخاضها صعبًا للغاية. لم تتمكن من الولادة حتى اعترفت ببراءة مكاريوس. ثم جاء حشد من الناس طالبين مغفرته، لكنه فر إلى صحراء نيتريا هربًا من كل المجد الدنيوي.
باعتباره ناسكًا، أمضى مقاريوس سبع سنوات يعيش فقط على البقول والأعشاب النيئة. أمضى السنوات الثلاث التالية في تناول أربع أو خمس أونصات من الخبز يوميًا ووعاء زيت واحد فقط في السنة. أثناء وجوده في الصحراء، زار أنطونيوس الكبير وتعلم منه قوانين وقواعد الرهبنة. عندما عاد إلى الصحراء الصخرية في سن الأربعين، أصبح كاهنًا. جذبت شهرة قدسيته الكثير من الأتباع. كان المجتمع الذي أقام في الصحراء من النوع شبه الانتخابي. لم يكن الرهبان ملزمون بأي قاعدة ثابتة؛ كانت خلاياهم قريبة من بعضها البعض، وكانوا يجتمعون للعبادة الإلهية فقط أيام السبت أو الأحد. ترأس هذه الجماعة الرهبانية لبقية حياته.
لفترة وجيزة من الزمن، تم نفي مقاريوس إلى جزيرة في النيل من قبل الإمبراطور فالنس، جنبا إلى جنب مع القديس مقاريوس من الإسكندرية، خلال نزاع حول عقيدة نيقية العقيدة. كان كلا الرجلين ضحيتين لاضطهاد ديني من قبل أتباع أسقف الإسكندرية آنذاك لوسيوس. خلال فترة وجودهم في الجزيرة، مرضت ابنة كاهن وثني. اعتقد سكان الجزيرة أنها كانت مسكونة بروح شريرة. صلى كلا القديسين على الابنة، والتي بدورها أنقذتها. كان شعب الجزيرة الوثني منبهرًا وممتنًا لدرجة أنهم توقفوا عن عبادتهم للآلهة الوثنية وبنوا كنيسة. عندما عاد الحديث عن هذا إلى الإمبراطور فالنس والمطران لوسيوس من الإسكندرية، سرعان ما سمحوا لكلا الرجلين بالعودة إلى المنزل. عند عودتهم في 13 بارمات، التقوا بعدد كبير من الرهبان من صحراء نيتريا، بلغ عددهم خمسين ألفًا، من بينهم القديس بيشوي والقديس يوحنا القزم.

## الموت والآثار

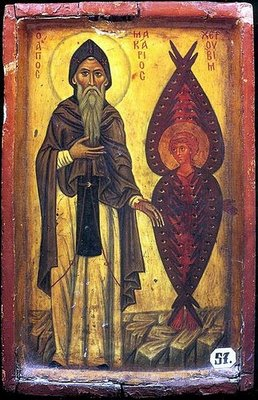
القديس مقاريوس الكبير يقف بجانب الكروب.

تنيح مقاريوس سنة 391. بعد وفاته سرق أهالي قريته شبشير الجثمان وقاموا ببناء كنيسة عظيمة له في قريتهم. أعاد البابا ميخائيل الخامس رفات القديس مقاريوس إلى صحراء نيتريا في 19 ميسوري. تم العثور على جثة القديس مكاريوس في كتابه الدير، ودير القديس مكاريوس الكبير في وادي النطرون، مصر.

## الإرث
مقاريوس هو قديس في الكنائس الأرثوذكسية الشرقية والأرثوذكسية الشرقية والكاثوليكية. في الكنائس الميثودية، يحظى مقاريوس بتقدير كبير لكتابته عن موضوع التقديس الكامل.
أسس مقاريوس المصري ديرًا يحمل اسمه، دير القديس مقاريوس الكبير، الذي سكنه الرهبان باستمرار منذ تأسيسه في القرن الرابع. كان وجه القديس مقاريوس يُنير بنعمة بطريقة مدهشة لدرجة أن العديد من الآباء شهدوا أن وجهه كان يتوهج في الظلام. وهكذا ظهر اسمه كـ «الفانوس المتوهج». نُقل هذا الوصف إلى ديره، فدعى «فانوس البرية المتوهج» أو «الدير المتوهج» أي مكان الحكمة العالية والصلاة الدائمة. اليوم تنتمي إلى الكنيسة القبطية الأرثوذكسية.
تسمى أحيانًا صحراء نيتريا بكاملها بصحراء مقاريوس، لأنه كان الراهب الرائد في المنطقة. تدعم أنقاض العديد من الأديرة في هذه المنطقة التقاليد المحلية بأن أديرة مقاريوس كانت مساوية في العدد لأيام السنة.

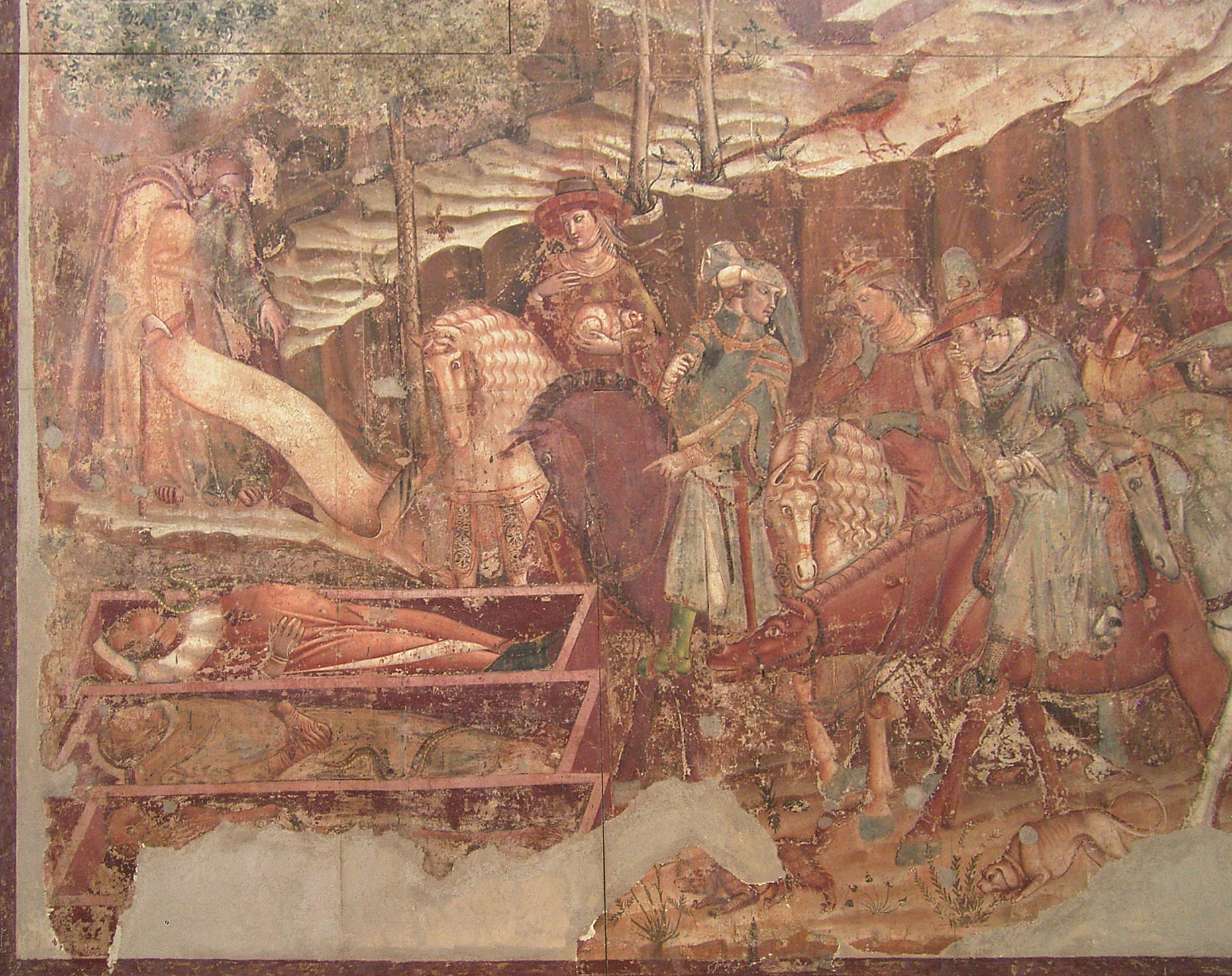
القديس مقاريوس الكبير، كامبوسانتو، تريونفو ديلا مورتي

تم تصوير القديس مقاريوس الكبير، أحد المنعزلين في الصحراء المصرية وتلميذ القديس أنطونيوس الكبير، على الحافة اليمنى من لوحة جدارية انتصار الموت في بيزا. تحتل مجموعة من الأرستقراطيين وحيواناتهم الجزء المركزي من اللوحة الجدارية. هؤلاء الشبان والشابات الأغنياء الذين يمتطون الخيول، محاطين بكلاب الصيد المزخرفة الخاصة بهم، ذهبوا في رحلة ممتعة. فجأة، تم حظر طريقهم، في مكان ما في أعماق الغابة، بثلاثة توابيت مفتوحة بأجسام بدرجات متفاوتة من التحلل. الجميع في المشهد، بما في ذلك الرجال والنساء وحتى الحيوانات مرعوبون من هذا الوجود الرهيب والملموس للموت. الرائحة الكريهة تضرب أنوفهم. المشهد البغيض يفزعهم. وحده القديس مقاريوس الكبير، الذي جعله إيمانه حكيمًا وقويًا، يقف فوق الجميع. يعلم القديس الصوفي الصغار درسًا عن الحياة والموت من خلال القراءة من اللفافة. واستلهم فلورنسا النحات بينفينوتو سيليني من هذا الوصف القديس مكاريوس في كتابه رسمت صورة.

## روابط خارجية
- العظات الروحية ١-٥، ٦-١١، ١٢-٢٢
- Macarius the Great Select Resources، مختارات ثنائية اللغة
- موسوعة شاف هرتسوغ للمعرفة الدينية، 1914: «مقاريوس المصري»
- مركز ويسلي على الإنترنت
- المجلد 38، مجلة ويسليان اللاهوتية، مقال أكاديمي عن مقاريوس مصر، ص. 103-123
- Omnia أوبرا اليونانية بواسطة Migne Patrologia Graeca مع فهارس تحليلية
- عمل مقاريوس عظيم باللغتين اليونانية والإنجليزية